# LTE-U
LTE-U(LTE in unlicensed spectrum, LTE-Unlicensed)는 셀룰러 네트워크 운영자가 비면허 5GHz 주파수 대역에 액세스하여 일부 데이터 트래픽을 오프로드할 수 있도록 하는 LTE (전기통신)(Long-Term Evolution) 무선 표준의 확장이다. LTE-U는 802.11a 및 802.11ac 호환 와이파이 장비에서 사용되는 5GHz 대역과 같은 비면허 스펙트럼에서 4G LTE 무선 통신 기술을 사용하기 위해 퀄컴에서 처음 개발한 제안이다. 이는 이동통신사 소유 와이파이 핫스팟 (와이파이)의 대안이 될 것이다. 현재 비면허 대역에는 LTE-U, LAA(License Assisted Access), MulteFire, sXGP 및 CBRS 등 다양한 LTE 작동 변형이 있다.

## 같이 보기
- 화이트스페이스 (전파)
- LTE 어드밴스트
- LTE-WLAN 애그리게이션